# Фингер, Билл
Уильям «Билл» Фингер (англ. William "Bill" Finger)  (8 февраля 1914 — 18 января 1974) — американский писатель, создатель комиксов, наиболее известен как соавтор Бэтмена вместе с Бобом Кейном, а также как создатель оригинальных комиксов о Зелёном Фонаре. Кроме того, автор многих известных персонажей DC Comics, среди которых Женщина-кошка, Джокер, Двуликий, Робин и другие.
За вклад в комикс-индустрию Билл Фингер был посмертно включён в Зал Славы Джека Кирби в 1994 году и Уила Айснера в 1999 году. Его именем названа премия, ежегодно присуждаемая авторам комиксов на фестивале San Diego Comic-Con International.

## Персонажи, созданные Биллом Фингером
- Бэтмен
- Бэтгёрл
- Алан Скотт/Зелёный Фонарь
- Робин
- Глиноликий
- Загадочник
- Джеймс Гордон
- Двуликий
- Женщина-кошка
- Джокер
- Безумный Шляпник
- Пингвин
- Пугало
- Человек-Зебра